# Pia Wurtzbach

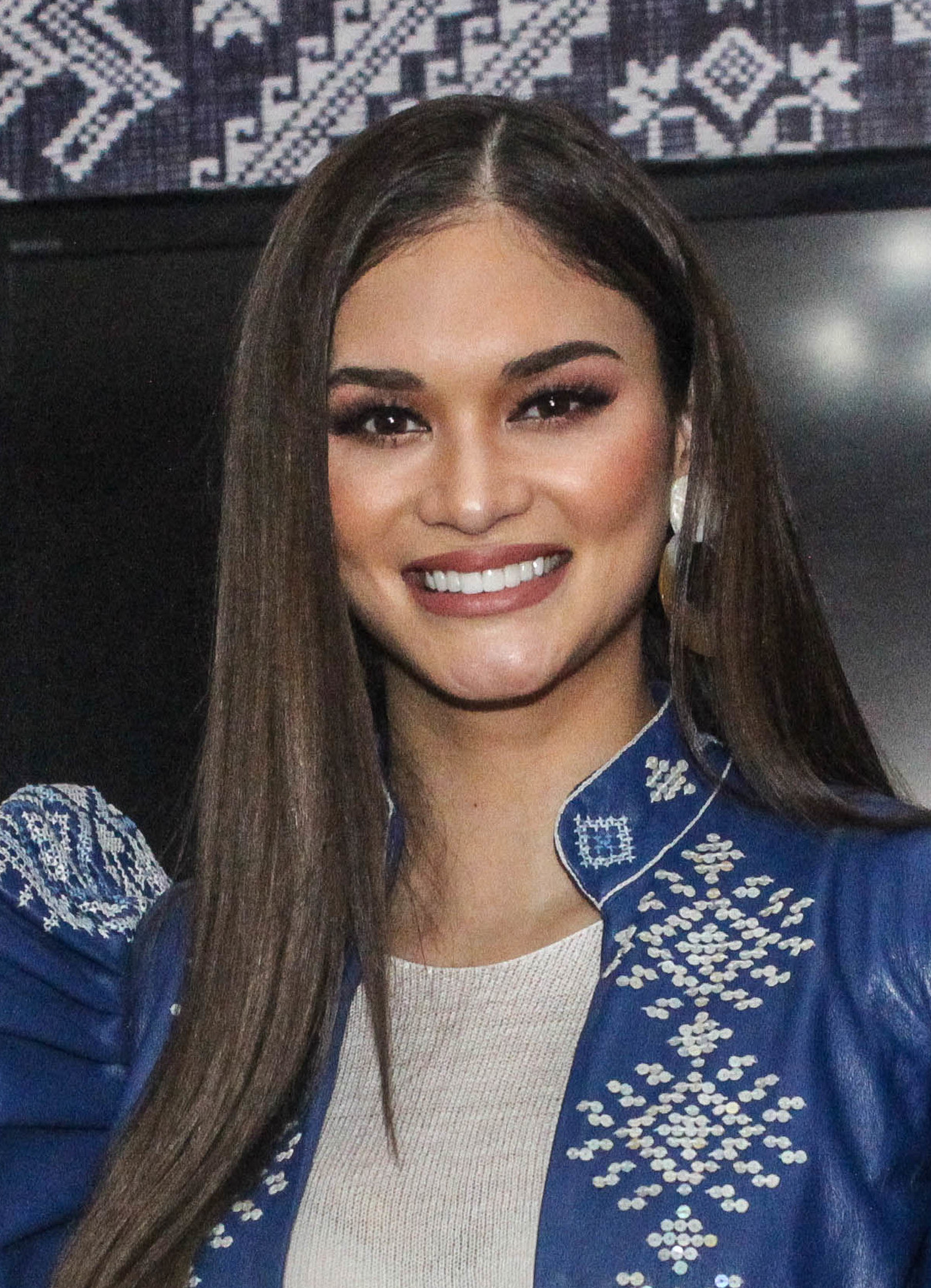
Pia Wurtzbach (2019)

Pia Alonzo Wurtzbach (* 24. September 1989 in Stuttgart) auch bekannt als Pia Romero, ist ein deutsch-philippinisches Model und Schauspielerin, die die Wahlen zur Binibining Pilipinas 2015 am 15. März und zur Miss Universe 2015 am 20. Dezember gewonnen hat.

## Privatleben
Wurtzbachs Vater ist Deutscher und ihre Mutter stammt von den Philippinen. Sie ist in Stuttgart, Baden-Württemberg geboren, später zog sie im Alter von fünf Jahren nach Cagayan de Oro. Dort ging sie in den Kindergarten Kong Hua School und zur Schule Corpus Christi.
Sie spricht fließend Cebuano (Visayan), Englisch und Tagalog. Die Sprache ihres Geburtslandes beherrscht sie laut eigener Einschätzung nur rudimentär.
Wurtzbach hat eine jüngere Schwester.

## Werdegang

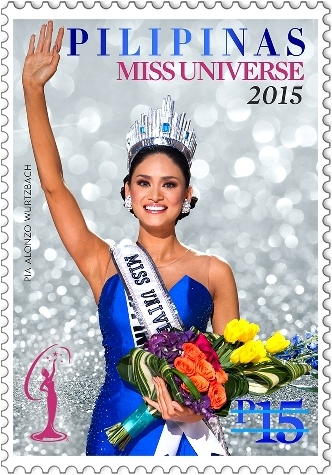
Wurtzbach als Miss Universe 2015 auf einer philippinischen Briefmarke

Bei ihrer dritten Teilnahme an der Binibining Pilipinas gewann sie 2015 den Titel Miss Universe Philippines.
Wurtzbach vertrat die Philippinen bei der Wahl zur Miss Universe 2015 am 20. Dezember 2015 in Las Vegas. Nachdem Moderator Steve Harvey irrtümlich zuerst Miss Universe Colombia Ariadna Gutiérrez als Siegerin ausgerufen hatte, musste er sich zugunsten Wurtzbach korrigieren. Vorjahressiegerin Paulina Vega nahm der kolumbianischen Miss daraufhin die Krone wieder vom Haupt, um sie der eigentlichen Siegerin aufzusetzen.

## Auftritte und Rollen
Filme
- 2003: Kung Ako Na Lang Sana
- 2004: All My Life
- 2006: All About Love

Serien
- 1996–2011: ASAP (All-Star Sunday Afternoon Party)
- 2002: K2BU
- 2003: It Might Be You
- 2004: Wansapanataym: Hardin ng Mga Wenekleks
- 2005–2006: Bora
- 2006: Sa Piling Mo
- 2011: Maalaala Mo Kaya: Stroller
- 2011: Maalaala Mo Kaya: Birth Certificate
- 2012: Third Eye: Sirena sa Breakwater
- 2012: Sexy Jellyfish
- 2012: Maalaala Mo Kaya: Komiks

Sendungen
- 2013: Binibining Pilipinas 2013
- 2014: Binibining Pilipinas 2014
- 2015: Binibining Pilipinas 2015
- 2015: Miss Universe 2015